# بیردل (آرکانزاس)
بیردل (به انگلیسی: Birdell) یک منطقهٔ مسکونی در ایالات متحده آمریکا است که در آرکانزاس واقع شده‌است. بیردل ۹۶٫۹۳ متر بالاتر از سطح دریا واقع شده‌است.